# フェラーリ・499P
フェラーリ・499P (Ferrari 499P) は、フェラーリがル・マン・ハイパーカー (LMH) 規定に基づき、FIA 世界耐久選手権 (WEC) への参戦用に開発したプロトタイプ・レーシングカー。

## 概要
2021年2月、フェラーリは2023年からWECに参戦する計画を発表し、2022年10月に499Pを正式発表した。フェラーリのスポーツカーとしては、1973年の312PB以来、50年ぶりにル・マン24時間レースのトップカテゴリーに投入されるワークスマシンである（333SPはカスタマー供給）。
車名の“499”はエンジンのシリンダーあたりの排気量（総排気量2,994cc÷気筒数6 =499cc）、末尾に付く“P”はフェラーリのスポーツプロトタイプに伝統的に与えられている呼称である。
半世紀ぶりに活動を再開する理由については、ロードカーに似たスタイリングや技術を投入できるハイパーカー規定の導入が挙げられる。加えて、F1の予算制限（バジェットキャップ）によって余剰になった人的資源の再配置が関係しているとみられる。ル・マン・デイトナ・h (LMDh) 規定を選択しなかった理由については、「フェラーリは自動車メーカーであり、パーツを他所から購入してクルマを作るというフィロソフィーがない」と説明している。
開発に関してはスクーデリア・フェラーリ（F1部門）ではなく、アントネッロ・コレッタ率いる耐久レース部門が担当し、F50、エンツォフェラーリと同じようにダラーラにシャシー製造委託、ザウバーと風洞施設利用で提携している。レースチームの運営はLM-GTE Proクラスでセミワークス的な活動を行っていたAFコルセが行い、エントリー名は「フェラーリ・AFコルセ」となる。ドライバーもフェラーリのGTプログラムの選手が中心となる。

## 仕様

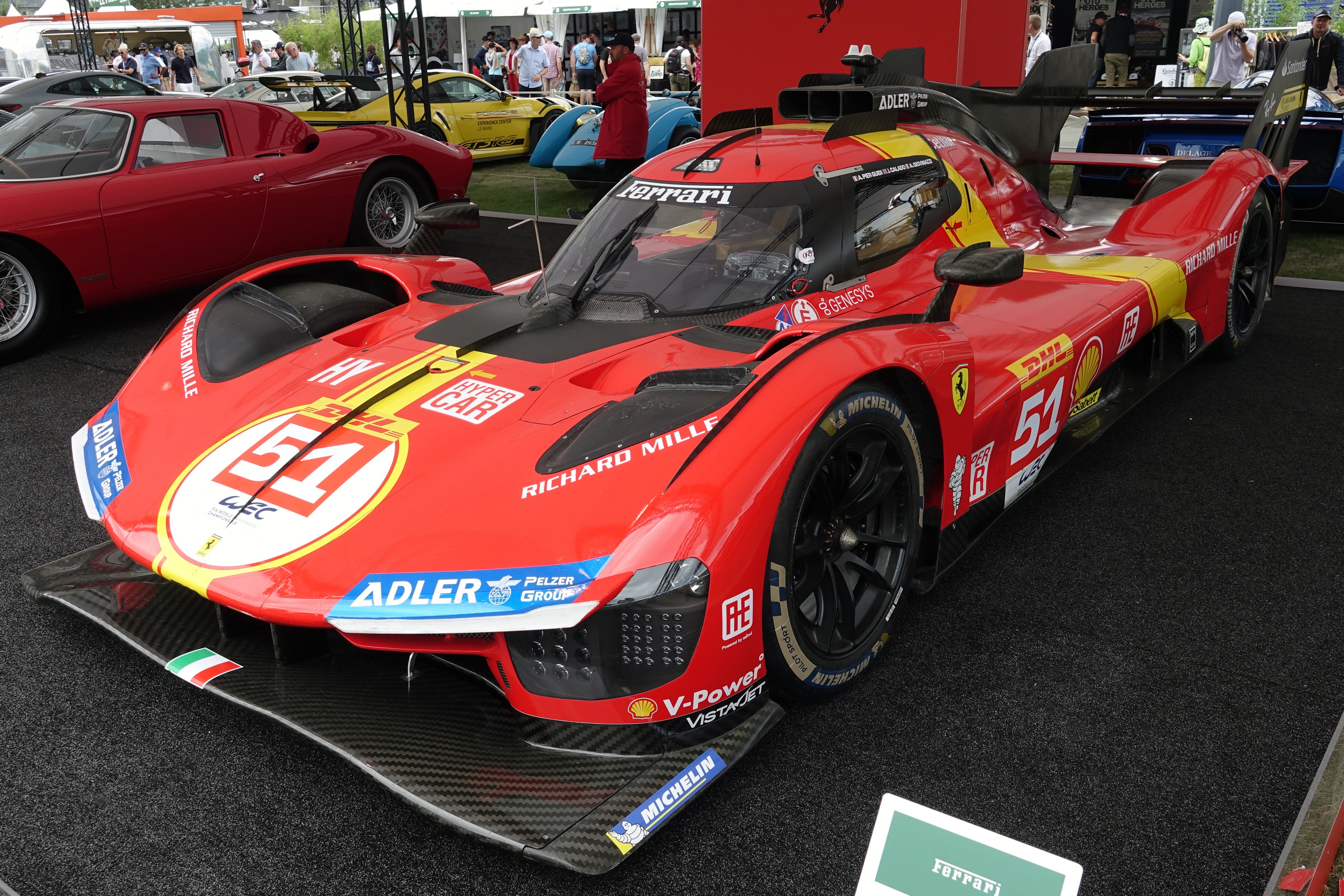
499P 51号車

エンジンは3.0L 120° V6ツインターボをリアミッドシップに搭載。GTカーの296 GT3とアーキテクチャを共有するが、エンジンが車体構造の一部（ストレスメンバー）となるため、まったくの新設計となる。フロントアクスルに上限200kWを発生するモーター・ジェネレーター・ユニット (MGU) を搭載し、WECのバランス・オブ・パフォーマンス (BoP) で定められた速度域では四輪駆動が可能となる。レギュレーションにより最高出力はエンジンとMGU合計で500kW（約680PS）に制限される。パワートレインには900Vバッテリーとエクストラック製7速トランスミッションも含まれる。排気系は2024年の途中からアクラポビッチ社製とパートナーシップを締結した。
ボディワークは風洞とCFDシミュレーションを行ったうえで、フェラーリ・チェントロ・スティーレ（ロードカーデザイン部門）の修正により、「ひと目でフェラーリのマシンとわかるスタイリング」に仕上げられている。リアウィング下側のボディワークが二段目のウィング風にデザインされており、そこに直線状のリアライトが組み込まれている。

## レース活動

### 2023年
2022年7月6日にフィオラノサーキットでシェイクダウンを行い、続いてカタロニア、アルガルヴェ、モンツァ、ヴァレルンガ、アラゴンでテストを行い、2022年内に計16,000km走行した。
WEC開幕戦のセブリング1000マイルではデビュー戦にもかかわらず50号車のアントニオ・フォコがポールポジションを獲得した。決勝は序盤の黄旗やGTE Amクラスのマシンとの衝突などによりトヨタの2台にワンツーフィニッシュを譲り、50号車が3位を獲得した。第2戦ポルティマオ6時間では50号車が2位、第3戦スパ・フランコルシャン6時間では51号車が3位を獲得したが、予選1周の速さに比べ、決勝のレースペースやタイヤマネージメントに課題を残した。

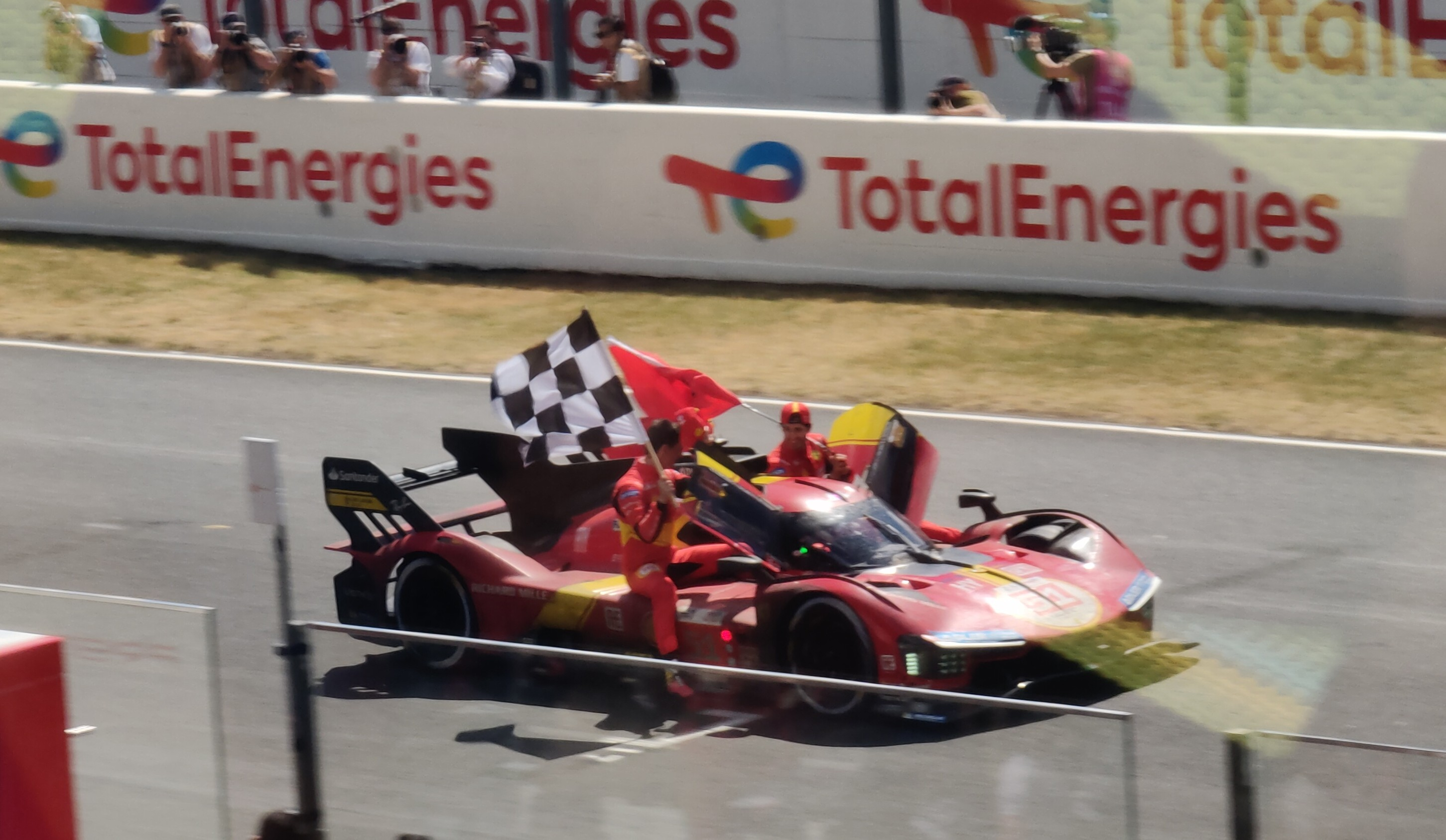
2023年ル・マン24時間を制し、ウィニングランを行う51号車

第4戦ル・マン24時間の開幕直前、予定されていなかった性能調整（BoP）が実施され、フェラーリは車体最低重量+24kgのハンデを負った（一方のトヨタは+37kg）。しかし公式テストから最速タイムを記録し、予選はハイパーポールで50号車がポールポジション、51号車が2番手を獲得しフロントローを独占。決勝は50号車が冷却系破損で後退するも、51号車がトヨタ8号車と僅差の優勝争いを展開する。22時間経過後、トヨタ8号車のスピンにより単独首位となる。その後はピットアウト時にエンジンが再始動せず電源をリセットするトラブルがあったものの、1分21秒の差で逃げ切った51号車がトップチェッカーを受けた。ル・マンにおけるフェラーリの総合優勝は、1965年大会のマステン・グレゴリー / ヨッヘン・リント組（250LM）以来58年ぶり10回目。記念すべきル・マン100回大会を制し、後日フェラーリ本社があるマラネッロで凱旋パレードランが行われた。
第4戦モンツァ6時間ではトヨタ8号車を含むライバル勢の後退もあり、50号車が2位を獲得。その後のラウンド（第5戦富士6時間、最終戦バーレーン8時間）においてもライバル勢と優勝争いを繰り広げたのち、最終戦で50号車が3位を獲得した。この結果、ドライバーズ選手権はシーズン中に4度の表彰台を獲得した50号車がランキング3位、シーズン中にトヨタ勢以外で唯一優勝を飾った51号車がランキング4位となった。マニュファクチャラー選手権ではトヨタに次ぐ2位で最初のシーズンを締めくくった。

## 戦績

### FIA 世界耐久選手権
| 年   | チーム               | クラス       | No. | ドライバー                         | Rds. | 1      | 2      | 3       | 4       | 5      | 6       | 7       | 8      | Pts. | Pos. |
| ---- | -------------------- | ------------ | --- | ---------------------------------- | ---- | ------ | ------ | ------- | ------- | ------ | ------- | ------- | ------ | ---- | ---- |
| 2023 | フェラーリ・AFコルセ | ハイパーカー | 50  | アントニオ・フォコ                 | All  | SEB 3  | POR 2  | SPA Ret | LMS 5   | MNZ 2  | FUJ 4   | BHR 3   |        | 161  | 2位  |
| 2023 | フェラーリ・AFコルセ | ハイパーカー | 50  | ミゲル・モリーナ                   | All  | SEB 3  | POR 2  | SPA Ret | LMS 5   | MNZ 2  | FUJ 4   | BHR 3   |        | 161  | 2位  |
| 2023 | フェラーリ・AFコルセ | ハイパーカー | 50  | ニクラス・ニールセン               | All  | SEB 3  | POR 2  | SPA Ret | LMS 5   | MNZ 2  | FUJ 4   | BHR 3   |        | 161  | 2位  |
| 2023 | フェラーリ・AFコルセ | ハイパーカー | 51  | アレッサンドロ・ピエール・グイディ | All  | SEB 7  | POR 6  | SPA 3   | LMS 1   | MNZ 5  | FUJ 5   | BHR 6   |        | 161  | 2位  |
| 2023 | フェラーリ・AFコルセ | ハイパーカー | 51  | ジェームス・カラド                 | All  | SEB 7  | POR 6  | SPA 3   | LMS 1   | MNZ 5  | FUJ 5   | BHR 6   |        | 161  | 2位  |
| 2023 | フェラーリ・AFコルセ | ハイパーカー | 51  | アントニオ・ジョヴィナッツィ       | All  | SEB 7  | POR 6  | SPA 3   | LMS 1   | MNZ 5  | FUJ 5   | BHR 6   |        | 161  | 2位  |
| 2024 | フェラーリ・AFコルセ | ハイパーカー | 50  | アントニオ・フォコ                 | All  | QAT 6  | IMO 4  | SPA 3   | LMS 1   | SÃO 6  | COA 3   | FUJ 9   | BHR 11 | 137  | 3位  |
| 2024 | フェラーリ・AFコルセ | ハイパーカー | 50  | ミゲル・モリーナ                   | All  | QAT 6  | IMO 4  | SPA 3   | LMS 1   | SÃO 6  | COA 3   | FUJ 9   | BHR 11 | 137  | 3位  |
| 2024 | フェラーリ・AFコルセ | ハイパーカー | 50  | ニクラス・ニールセン               | All  | QAT 6  | IMO 4  | SPA 3   | LMS 1   | SÃO 6  | COA 3   | FUJ 9   | BHR 11 | 137  | 3位  |
| 2024 | フェラーリ・AFコルセ | ハイパーカー | 51  | アレッサンドロ・ピエール・グイディ | All  | QAT 12 | IMO 7  | SPA 4   | LMS 3   | SÃO 5  | COA Ret | FUJ Ret | BHR 14 | 137  | 3位  |
| 2024 | フェラーリ・AFコルセ | ハイパーカー | 51  | ジェームス・カラド                 | All  | QAT 12 | IMO 7  | SPA 4   | LMS 3   | SÃO 5  | COA Ret | FUJ Ret | BHR 14 | 137  | 3位  |
| 2024 | フェラーリ・AFコルセ | ハイパーカー | 51  | アントニオ・ジョヴィナッツィ       | All  | QAT 12 | IMO 7  | SPA 4   | LMS 3   | SÃO 5  | COA Ret | FUJ Ret | BHR 14 | 137  | 3位  |
| 2024 | AFコルセ             | ハイパーカー | 83  | ロバート・クビサ                   | All  | QAT 4  | IMO 8  | SPA 8   | LMS Ret | SÃO 11 | COA 1   | FUJ 12  | BHR 8  | 137  | 3位  |
| 2024 | AFコルセ             | ハイパーカー | 83  | ロバート・シュワルツマン           | All  | QAT 4  | IMO 8  | SPA 8   | LMS Ret | SÃO 11 | COA 1   | FUJ 12  | BHR 8  | 137  | 3位  |
| 2024 | AFコルセ             | ハイパーカー | 83  | イェ・イーフェイ                   | All  | QAT 4  | IMO 8  | SPA 8   | LMS Ret | SÃO 11 | COA 1   | FUJ 12  | BHR 8  | 137  | 3位  |
| 2025 | フェラーリ・AFコルセ | ハイパーカー | 50  | アントニオ・フォコ                 | All  | QAT 1  | IMO 15 | SPA 2   | LMS DSQ | SÃO 12 | COA     | FUJ     | BHR    | 175* | 1位* |
| 2025 | フェラーリ・AFコルセ | ハイパーカー | 50  | ミゲル・モリーナ                   | All  | QAT 1  | IMO 15 | SPA 2   | LMS DSQ | SÃO 12 | COA     | FUJ     | BHR    | 175* | 1位* |
| 2025 | フェラーリ・AFコルセ | ハイパーカー | 50  | ニクラス・ニールセン               | All  | QAT 1  | IMO 15 | SPA 2   | LMS DSQ | SÃO 12 | COA     | FUJ     | BHR    | 175* | 1位* |
| 2025 | フェラーリ・AFコルセ | ハイパーカー | 51  | アレッサンドロ・ピエール・グイディ | All  | QAT 3  | IMO 1  | SPA 1   | LMS 3   | SÃO 11 | COA     | FUJ     | BHR    | 175* | 1位* |
| 2025 | フェラーリ・AFコルセ | ハイパーカー | 51  | ジェームス・カラド                 | All  | QAT 3  | IMO 1  | SPA 1   | LMS 3   | SÃO 11 | COA     | FUJ     | BHR    | 175* | 1位* |
| 2025 | フェラーリ・AFコルセ | ハイパーカー | 51  | アントニオ・ジョヴィナッツィ       | All  | QAT 3  | IMO 1  | SPA 1   | LMS 3   | SÃO 11 | COA     | FUJ     | BHR    | 175* | 1位* |
| 2025 | AFコルセ             | ハイパーカー | 83  | ロバート・クビサ                   | All  | QAT 2  | IMO 4  | SPA 15  | LMS 1   | SÃO 8  | COA     | FUJ     | BHR    | 175* | 1位* |
| 2025 | AFコルセ             | ハイパーカー | 83  | イェ・イーフェイ                   | All  | QAT 2  | IMO 4  | SPA 15  | LMS 1   | SÃO 8  | COA     | FUJ     | BHR    | 175* | 1位* |
| 2025 | AFコルセ             | ハイパーカー | 83  | フィリップ・ハンソン               | All  | QAT 2  | IMO 4  | SPA 15  | LMS 1   | SÃO 8  | COA     | FUJ     | BHR    | 175* | 1位* |

## 499Pモディフィカータ
2023年10月29日、ル・マン24時間レースでの勝利を記念した、公道走行不可のサーキット専用モデル「499Pモディフィカータ」が発表された。限られた顧客にのみ販売される。